# Lauro Locks
Lauro Locks (Braço do Norte, 18 de março de 1916 — Biguaçu, 24 de fevereiro de 2004) foi um educador e político brasileiro.

## Vida
Filho de Bernardo Francisco Locks e Ana Scharf Locks. Casou com Tabita Schlickmann Locks em Braço do Norte, em 28 de dezembro de 1937, filha de Teodoro Bernardo Schlickmann e Maria Catarina Niehues Schlickmann. Bacharelou-se em direito pela Faculdade de Direito de Santa Catarina, em 1956.

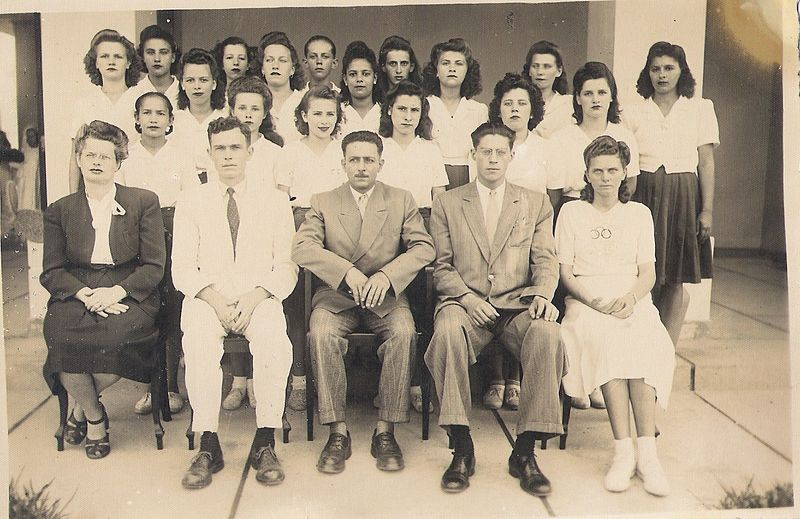
Grupo Escolar Dom Joaquim, Braço do Norte, década de 1930. Sentados, da esquerda para a direita: Olga Horn de Arruda, Lauro Locks, Alvim Martins, Valmor Uliano e Olandina Schlickmann

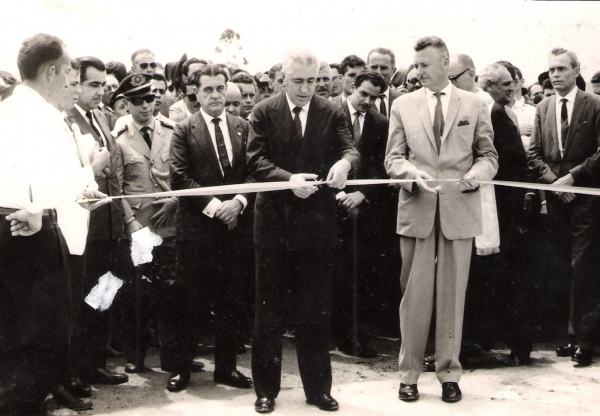
Inauguração da ponte rodoviária sobre o rio Braço do Norte, ligando os municípios de Braço do Norte e Grão-Pará (antiga rodovia SC-439), em 1963. São identificados em primeiro plano o então governador de Santa Catarina Celso Ramos (esquerda, cortando a fita inaugural), tendo a seu lado o então prefeito de Braço do Norte Dorvalino Locks, e parcialmente encoberto por este o padre Valentin Oenning, com Lauro Locks na extremidade direita da fotografia. Oswaldo Westphal é o retratado de maior estatura entre o governador e o prefeito.

## Carreira
Foi professor no Grupo Escolar Dom Joaquim, em Braço do Norte, em 1937. Foi diretor interventor do Grupo Escolar Dom Joaquim, no período (1944 — 1947), e também diretor do Grupo Escolar Alexandre de Gusmão, em Bom Retiro. Foi Inspetor Escolar em Tubarão (1947-1951) e em Biguaçu (1951).
Filiado ao Partido Social Democrático (PSD), foi deputado à Assembleia Legislativa de Santa Catarina na 3ª legislatura (1955 — 1959), como suplente convocado, na 4ª legislatura (1959 — 1963), como suplente convocado, e na 5ª legislatura (1963 — 1967). Filiado à Aliança Renovadora Nacional (ARENA), foi deputado à Assembleia Constituinte Estadual, em 1967, e na 6ª legislatura (1967 — 1971).
Foi Secretário Estadual da Educação e Cultura, de 20 de novembro de 1964, durante o governo de Celso Ramos, a 16 de agosto de 1966, no governo de Ivo Silveira.
Foi ministro do Tribunal de Contas do Estado de Santa Catarina, nomeado pelo governador Ivo Silveira em 9 de maio de 1968, assumindo o cargo de 10 de maio de 1968 a 23 de outubro de 1969. Foi também prefeito de Biguaçu, de 1973 a 1976.
Foi fundador da cadeira 9 da Academia de Letras de Biguaçu.

## Centenário de nascimento
Seu centenário de nascimento foi marcado por sessão especial da Câmara de Vereadores de Biguaçu.